# Capitans d'abril
Capitans d'abril (en portuguès Capitães d'Abril) és una pel·lícula de drama i ficció històrica del 2000, dirigida per Maria de Medeiros, una coproducció entre Portugal, Espanya, Itàlia i França.Va ser el primer llargmetratge de María de Medeiros com s directora, i va aconseguir un notable èxit en la taquilla portuguesa. Ha estat subtitulada al català.
La història de la pel·lícula està basada en el cop d'estat militar que va tenir lloc a Portugal el 25 d'abril de 1974 i ret homenatge als joves soldats que van rescatar la seva pàtria d'aquesta època fosca, en particular a Salgueiro Maia.

## Argument
En 1974 Portugal estava sotmesa a un dels règim dictatorials més antics de Europa, iniciat per Salazar en 1933. Les constants guerres colonials, la repressió política i la mala marxa del país va provocar una revolució pacífica dels militars d'esquerra. La nit entre el 24 i el 25 d'abril de 1974, la ràdio va emetre una cançó prohibida: Grândola, Vila Morena. Podria ser un simple acte d'insubordinació d'un locutor rebel però, en realitat, és el segon dels senyals programats del cop d'estat militar que canviarà completament la cara del país, sotmès a la dictadura. de l'Estado Novo durant gairebé 50 anys, i el destí de les colònies portugueses de l'Imperi Portuguès a Àfrica i Àsia.
Al so de la veu del poeta i cantautor José Afonso, les tropes insurgents ocupen la caserna. Cap a les tres de la matinada, marxen cap a Lisboa. Poc després del trist esdeveniment militar a Xile, la Revolució dels Clavells destaca pel caràcter aventurer, però també pacífic i líric del seu desenvolupament.
Aquestes 24 hores de revolució les viuen tres personatges principals: els capitans  Salgueiro Maia i Manuel, i una dona que és professora de literatura i periodista.

## Repartiment
- Stefano Accorsi com Salgueiro Maia
- María de Medeiros com Antónia
- Joaquim de Almeida com Gervásio
- Frédéric Pierrot com Manuel
- Fele Martínez com Lobão
- Manuel João Vieira com Fonseca
- Marcantónio Del Carlo com Silva
- Emmanuel Salinger com Botelho
- Rita Durão com a Rosa
- Manuel Manquiña com Gabriel
- Duarte Guimarães com Daniel
- Manuel Lobão com Fernandes
- Luis Miguel Cintra com a País
- Joaquim Leitão com Filipe
- Henrique Canto i Castro com Salieri
- Rogério Samora com Rui Gamma
- Pedro Hestnes com Emílio
- Marcello Urgeghe com a locutor de ràdio
- José Airosa com Paulo Ruivo
- José Boavida com a tècnic de ràdio
- António Capel com Chamarro
- Ruy de Carvalho com Spínola
- Ricardo País com Marcelo Caetano
- José Eduardo com Virgili
- Pedro Miguel com Pedro
- Raquel Mariano com Amelia
- Horácio Santos com Cesario
- Otelo Saraiva de Carvalho com la seva pròpia veu
- João Reis com a veu portuguesa de Salgueiro Maia
- Vitor Rochacomo Delegat de Spínola / Veu portuguesa de Manuel
- Miguel Moreira com a veu portuguesa de Botelho
- Pedro Carraça com a veu portuguesa de Lobão
- Sérgio Godinho com a veu portuguesa de Gabriel

## Premis
- Presentada en la secció " Un Certain Regard " del 53è Festival Internacional de Cinema de Canes l'any 2000.[6]
- Premi del Públic al Festival d'Arcachon.
- Premi a la millor pel·lícula en la Mostra Internacional de Cinema de São Paulo el 2000.
- Premi a la millor pel·lícula i millor actriu (Maria de Medeiros), en els Globos de Ouro, en 2001.